# Campanha Persa

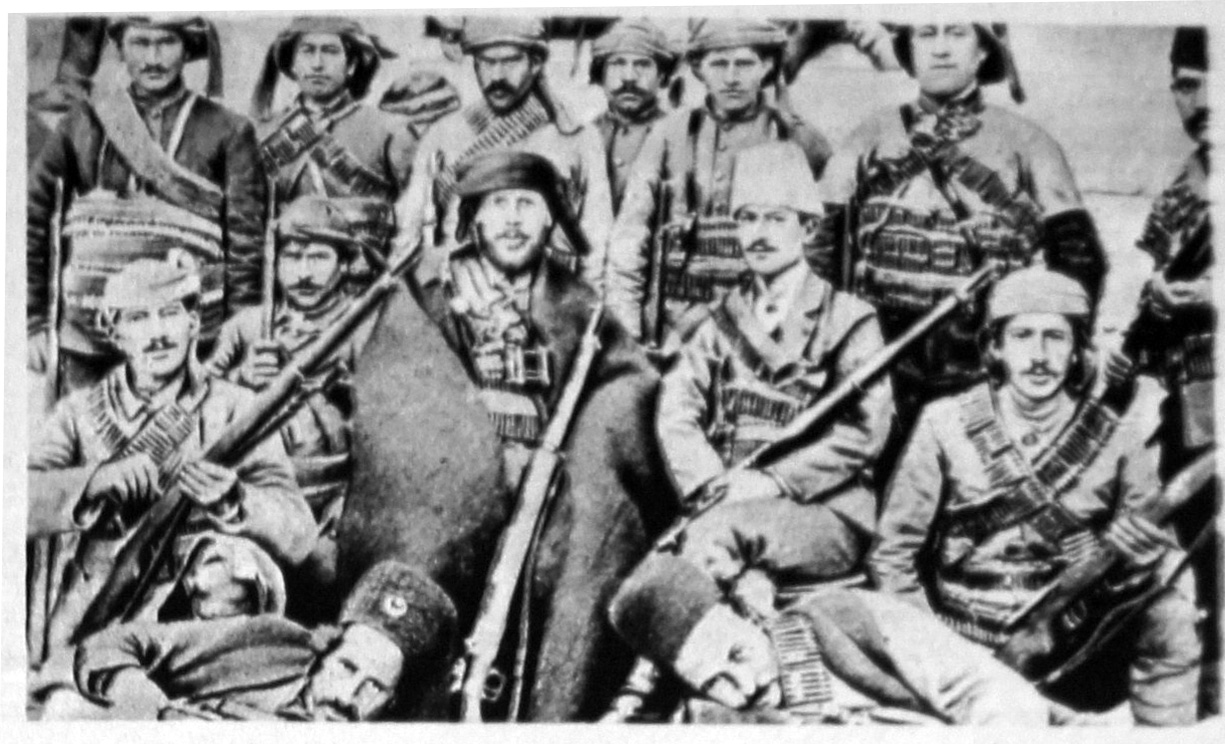
Militares otomanos.

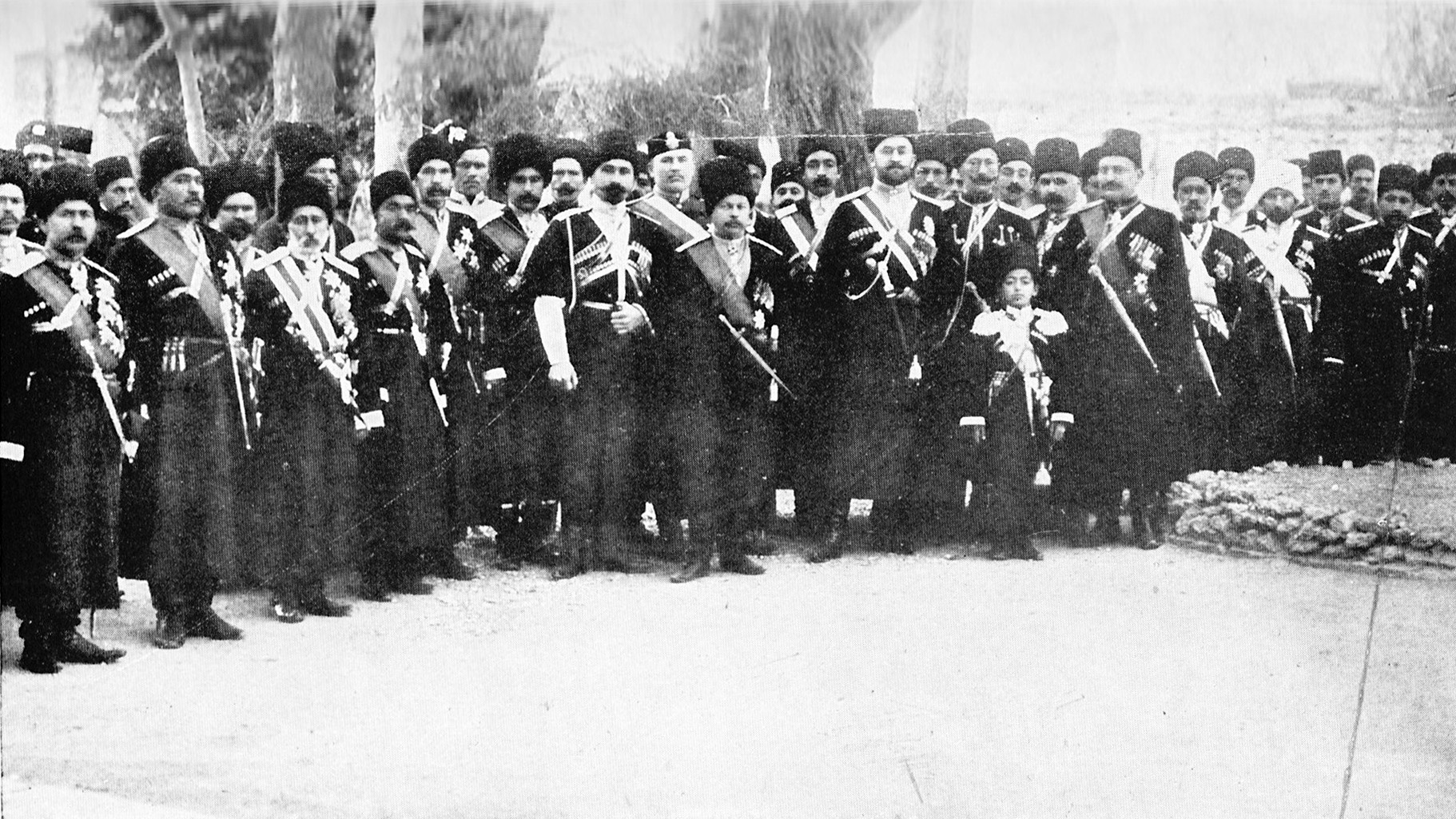
Cossacos persas.

A Campanha Persa ou Invasão da Pérsia, também conhecida como Invasão do Irã (em persa: اشغال ایران در جنگ جهانی اول) foi uma série de confrontos no Azerbaijão e no ocidente persa, entre o Império Britânico, o Império Russo e as forças armênias e assírias contra o Império Otomano, iniciando em dezembro de 1914 e terminando com o Armistício de Mudros em 30 de outubro de 1918, como parte do teatro de operações do Oriente Médio na Primeira Guerra Mundial. As operações russas foram interrompidas pela Revolução Russa em 23 de fevereiro de 1917, quando o Exército Russo do Cáucaso foi substituído pelas unidades russas e uma força dos Aliados chamada Dunsterforce.
Os combates terminaram ao fim de outubro de 1918 com a assinatura do Armistício de Mudros.